# 红库托克农村居民点
红库托克农村居民点（俄语：Краснокутское сельское поселение）是俄罗斯联邦别尔哥罗德州鲍里索夫卡区所属的一个农村居民点。其下辖有2个居民点，行政中心为红库托克。据2016年统计，该农村居民点的人口为595人。